# Vinny Guadagnino
Vincent Guadagnino, detto Vinny (Staten Island, 11 novembre 1987), è un personaggio televisivo e attore statunitense, di origini italiane.
È diventato famoso nel 2009 per la sua partecipazione al reality show di MTV Jersey Shore.

## Biografia
Vinny Guadagnino nasce nel distretto di Staten Island a New York l'11 novembre 1987, da una famiglia italo-americana e peruviana. Sua madre è nata in Sicilia e nella quarta stagione di Jersey Shore Vinny è andato nella regione d'origine della madre per visitare la propria famiglia italiana. Suo padre ha origini amerindo-peruviane.
Si è diplomato alla Susan E. Wagner High School e laureato alla City University of New York.

### Carriera
Nel 2009 partecipa ai provini per entrare nel cast del nuovo reality show di MTV Jersey Shore e viene preso insieme ad altri 7 coinquilini quasi tutti italo-americani. Così, nell'estate dello stesso anno registra la prima stagione dello show che va in onda a partire da dicembre 2009 ed ottiene un grande successo, tanto che viene rinnovato per altre cinque stagioni. Dopo la prima stagione a Seaside Heights in New Jersey, nel 2010 gira la seconda a Miami Beach e la terza di nuovo a Seaside Heights, mentre nel 2011 gira la quarta a Firenze e la quinta ancora una volta a Seaside Heights e la sesta e ultima nel 2012 a Seaside Heights.
Parallelamente alla sua esperienza nel reality show Vinny inizia a lavorare anche come attore. Infatti recita in un episodio del telefilm di MTV Hard Times - Tempi duri per RJ Berger, in due episodi della serie televisiva 90210 e nel film Jersey Shore Shark Attack.

## Filmografia
- Hard Times - Tempi duri per RJ Berger (2011), 1 episodio
- 90210 (2011-2012), 2 episodi
- Jersey Shore Shark Attack (2012)

## Televisione
- Jersey Shore (MTV, 2009-2012)
- Jersey Shore Family Vacation (MTV, 2018-oggi)